# Niedere Tauern
Les Niedere Tauern sont un massif des Alpes orientales centrales qui s'élève en Autriche à cheval entre le land de Salzbourg et la Styrie. Appartenant aux Alpes noriques, il culmine à 2 862 m au Hochgolling.
Le nom Niedere Tauern, par analogie à Hohe Tauern, signifie « bas cols ».

## Géographie

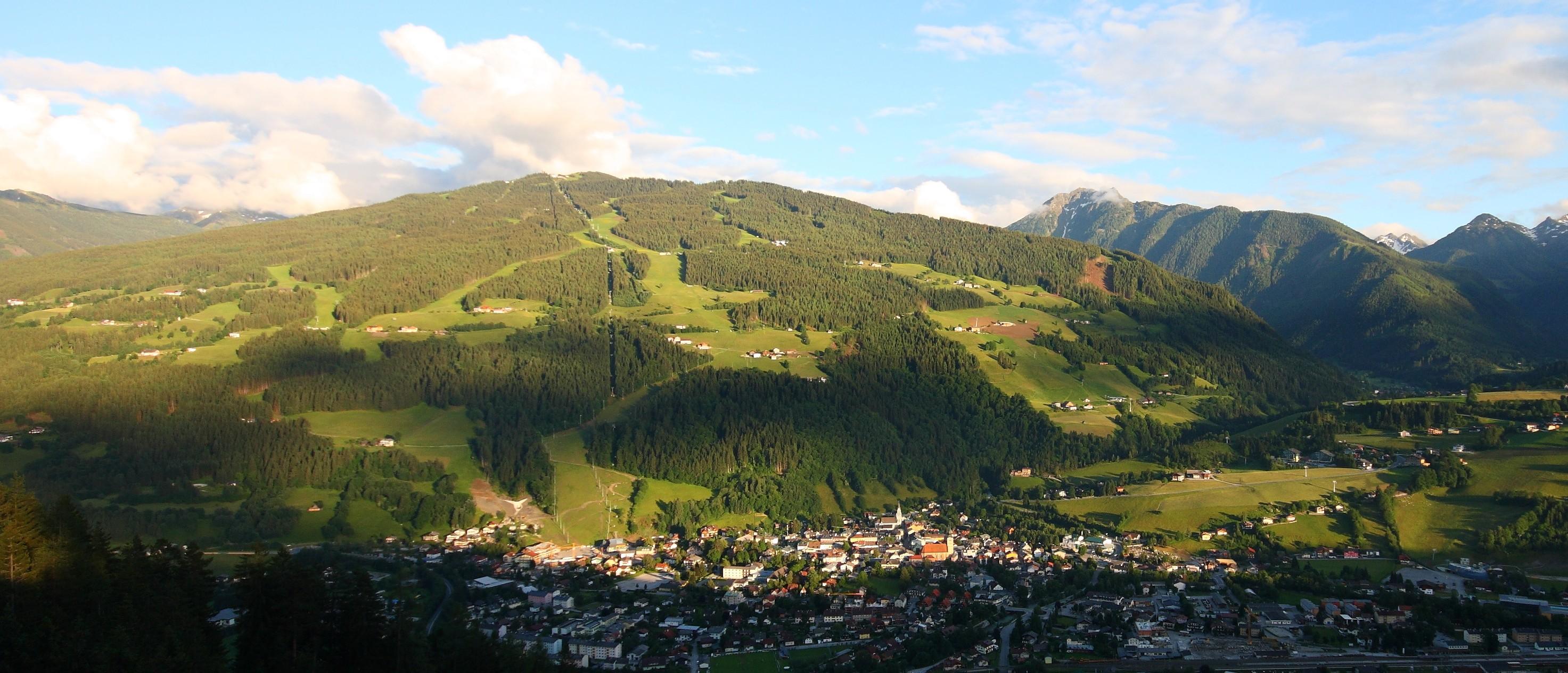
Le Planai vu du nord, avec les Schladminger Tauern dans l'ombre.

### Situation
Le massif est entouré du massif de Tennen, du massif du Dachstein et du massif mort au nord, des Alpes d'Ennstal au nord-est, des Alpes de Lavanttal au sud-est, des Alpes de Gurktal au sud, des Hohe Tauern au sud-ouest et des Alpes de Berchtesgaden au nord-ouest.
Il est bordé au nord par l'Enns et au sud par la Mur.
Il est formé (d'ouest en est) par les chaînons du Radstädter Tauern, du Schladminger Tauern, des Wölzer et Rottenmanner Tauern, et du Seckauer Tauern.

### Transports
Le massif est traversé par trois cols routiers du nord au sud :
- Radstädter Tauern à 1 738 m d'altitude ;
- Sölk à 1 790 m d'altitude ;
- Triebener Tauern à 1 274 m d'altitude.

En outre, le tunnel autoroutier Tauern de l'autoroute A10 passe sous le Radstädter Tauern.

### Sommets principaux

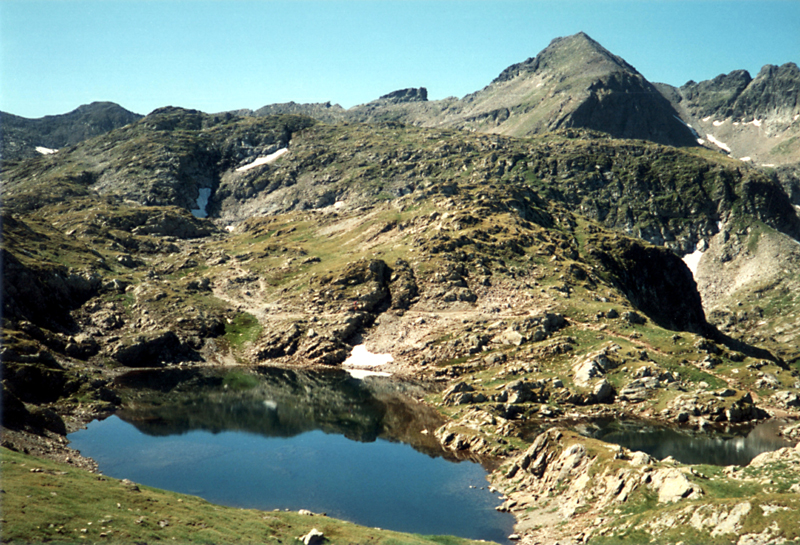
Le Greifenberg et la réserve naturelle de Klafferkessel.

- Hochgolling (Schladminger), 2 862 m
- Hochwildstelle (Schladminger), 2 747 m
- Roteck (Schladminger), 2 742 m
- Preber (Schladminger), 2 740 m
- Kasereck (Schladminger), 2 740 m
- Weisseck (Radstädter), 2 711 m
- Waldhorn (Schladminger), 2 702 m
- Hochfeind (Radstädter), 2 687 m
- Deichselspitz (Schladminger), 2 684 m
- Kieseck (Schladminger), 2 681 m
- Mosermandl (Radstädter), 2 680 m
- Elendberg (Schladminger), 2 672 m
- Umlauter (Schladminger), 2 664 m
- Zwerfenberg (Schladminger), 2 642 m
- Greifenberg (Schladminger), 2 618 m
- Grosser Knallstein (Schladminger), 2 599 m
- Hohes Schareck (Schladminger), 2 575 m
- Höchstein (Schladminger), 2 543 m
- Predigtstuhl (Schladminger), 2 543 m
- Sussleiteck (Schladminger), 2 509 m
- Rettelkirchspitze (Wölzer), 2 475 m
- Greim (Wölzer), 2 474 m
- Steirische Kalkspitze (Schladminger), 2 459 m
- Grosser Bösenstein (Rottenmanner), 2 448 m
- Zinkwand (Schladminger), 2 442 m
- Kraxenkogel (Radstädter), 2 436 m
- Schoberspitze (Rottenmanner), 2 423 m
- Geierhaupt (Seckauer), 2 417 m
- Hochreichhart (Seckauer), 2 416 m

## Géologie

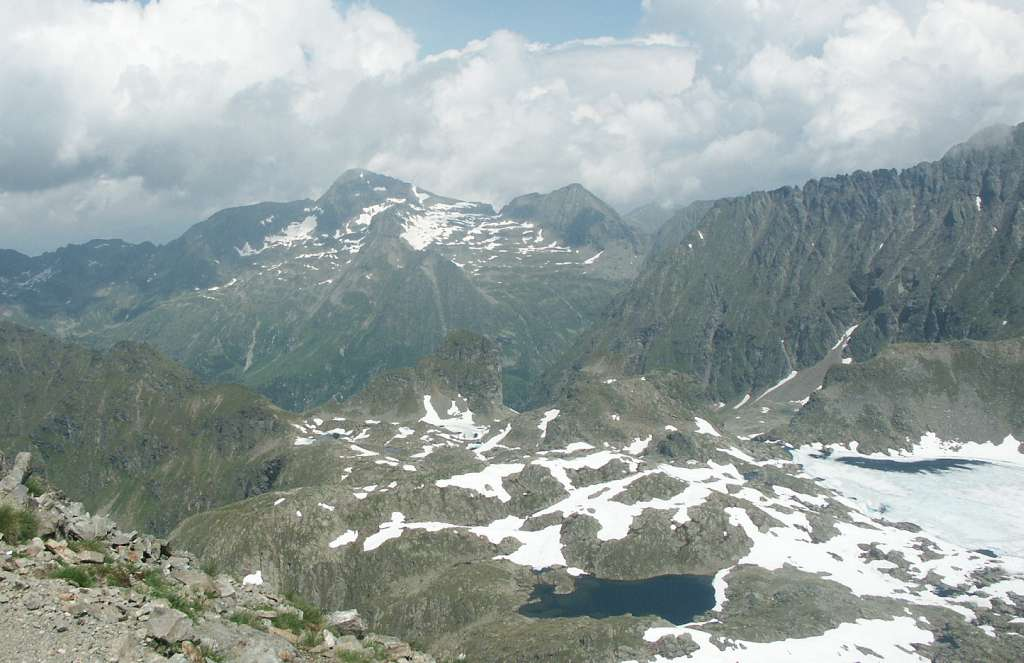
Le Hochwildstelle dans le Schladminger Tauern et la réserve naturelle de Klafferkessel avec ses nombreux lacs.

Les Niedere Tauern sont constitués principalement de micaschistes. À l'est on trouve également des orthogneiss et des paragneiss. Certains sommets calcaires de la plaque du Hohe Tauern sont avancés dans la couverture des Alpes orientales centrales, comme le Mosermandl, le Pleisslingkeil (Radstädter Tauern) ou encore certains sommets du Schladminger Tauern.
Durant la période glaciaire, les montagnes étaient fortement recouvertes de glaciers. Aujourd'hui, les larges vallées profondément entaillées en sont le résultat. De plus, les nombreux petits lacs au fond de cirques naturels sont le résultat d'une glaciation plus récente. Le massif, désormais totalement dépourvu de glaciers, est considéré comme le plus riche en lacs des Alpes orientales.

## Histoire
Au Moyen Âge et jusqu'au début du XIXe siècle, des minerais étaient extraits dans le Schladminger et le Wölzer Tauern (fer, cuivre, plomb, nickel, argent). Aujourd'hui, des vestiges de mines peuvent être visités à Schladming et à Oberzeiring.
À l'époque de la Contre-Réforme, la région servait avant tout autour de Schladming comme l'un des derniers refuges des paysans, ouvriers et artisans luthériens. De nos jours encore, cette région est proportionnellement une des plus densément peuplées par les chrétiens protestants d'Autriche.
Au XIXe siècle, la mise en valeur touristique des Niedere Tauern avait déjà commencé. Des premières d'ascension étaient offertes à l'ordre du jour. Ainsi, de hautes personnalités de l'époque étaient guidées sur les sommets, comme l'archiduc Jean-Baptiste d'Autriche sur le Hochwildstelle.
Mais le dynamisme est surtout arrivé grâce à la construction des premières lignes ferroviaires à travers les vallées dès les années 1860 et la fondation de l'association alpine autrichienne en 1862. Par conséquent, le premier refuge de montagne fut construit relativement tardivement : le refuge de Hochwurz (allemand : Hochwurzenhütte) en 1920. Dans les années 1950, la mise en valeur touristique commença sous sa forme actuelle, principalement sur le versant nord du massif : routes, téléphériques, hôtels, cafés, etc.

## Activités

### Stations de sports d'hiver
- Altenmarkt im Pongau
- Donnersbachwald
- Flachau
- Haus
- Kleinarl
- Mauterndorf
- Mautern in Steiermark
- Pichl
- Radstadt
- Rohrmoos-Untertal
- Sankt Johann im Pongau
- Schladming
- Tweng
- Untertauern
- Wagrain

### Environnement et économie locale
Une grande partie des Niedere Tauern est classée Réseau Natura 2000 conformément à la politique générale de protection des oiseaux de l'Union européenne.
Dans le Schladminger Tauern a été créée la réserve naturelle Klafferkessel réunissant pas moins de 30 lacs de tailles diverses et variées d'origine glaciaire.
Les vallées transversales de l'Enn sont utilisées pour de petits ouvrages d'énergie hydraulique qui produisent du courant pour les besoins locaux. En outre, un parc éolien extrêmement rentable constitué de treize éoliennes se trouve dans le Wölzer Tauern, à Oberzeiring.
De plus, la sylviculture et l'utilisation des alpages pour la pâture sont pratiquées. Dans le nord-est, certains gisements de graphite et de magnésite sont aussi exploités financièrement.